# 張堅 (1858年)
張堅（1858年—?），本姓黄，字心庵，号芷舫，又号芝髣，江蘇省松江府上海縣人，清朝政治人物、同進士出身。

## 生平
张坚行二，咸丰戊午（1858）年四月初四日吉时生，江苏松江府上海县副贡生，候选教谕，川沙厅民籍。壬午科本省乡试中式副榜第12名，顺天乡试中式第22名。
光緒十六年（1890年），参加光緒庚寅科殿試，登進士三甲65名。同年五月，著交吏部掣签，分发各省以知县即用。

## 家族
世系源流：岳辉 → 思成 → 鸿吉 → 钰良 → 士来 → 张坚 → 其桐／其棫
岳辉，自绍兴迁川沙九团镇。钰良，字宝三，国学生，封儒林郎，候选布政使司经历，晋奉直大夫，公本黄姓，祖凤仪公，讳信飞；父克明公，讳善德；克明公次子自幼出继于鸣山公。黄坚时住上海小南门外南仓张家衖。